# Hipopnea
Hipopnea es, en medicina, toda disminución del flujo aéreo de magnitud superior al 50% del flujo basal, mantenida más de 10 segundos. Se trata de una palabra compuesta por el prefijo hipo- (bajo, menor) y el término médico pnea que significa respiración.